# Fred Moore
Robert „Fred“ Moore (* 7. September 1911 in Los Angeles, Kalifornien; † 23. November 1952 in Burbank, Kalifornien), häufig nur Freddie Moore genannt, war ein US-amerikanischer Trickfilmzeichner. Bekannt wurde er als der jüngste Character Animator, der jemals für die Disney-Studios arbeitete und die Neugestaltung von Micky Maus für die Zauberlehrling-Sequenz in Fantasia (1940) im Jahr 1938 verantwortete, die bis heute in fast unveränderter Form existiert.

## Leben
Moore besuchte in Los Angeles die Polytechnic High School und entwickelte seine Leidenschaft fürs Zeichnen. Zu diesem Zeitpunkt schickte er häufig Werke an eine Kinder- und Jugendausgabe der Los Angeles Times, von denen auch zahlreiche veröffentlicht wurden. Fred Moore hatte nicht vor, Karriere im Trickfilm zu machen, seine Anstellung bei Walt Disney entstand aus einem Zufall heraus. Ein Freund Moores konnte einen Vorstellungstermin nicht wahrnehmen, also begab er sich seinerstatt dorthin und wurde 1930 mit 19 Jahren als Trickfilmzeichner angestellt. Zuvor hatte er, abgesehen von Abendkursen am Chouinard Art Institute, keine professionelle Ausbildung erhalten.
In den folgenden Jahren wirkte Fred Moore an knapp 35 Cartoons des Studios mit, seinen Durchbruch erlebte er 1933 mit dem Kurzfilm Die drei kleinen Schweinchen, der einen Oscar gewann. Disney wurde auf den jungen Mann aufmerksam, der für die drei Schweinchen als Zeichner zuständig gewesen war und so einen großen Anteil am Gewinn der Auszeichnung beigesteuert hatte. Walt Disney begann zu dieser Zeit, gegen den Widerstand seines Bruders Roy O. Disney und seiner Frau Lillian, mit Schneewittchen und die sieben Zwerge einen ersten abendfüllenden Zeichentrickfilm zu planen. So setzte er Moore 1934 als Chefzeichner ein und übergab ihm die Verantwortung über die Zwerge. In ihrem Buch The Illusion of Life, das als die „Bibel der Animation“ bekannt ist, schrieben Ollie Johnston und Frank Thomas 1981: „In den Augen der Öffentlichkeit hat es nie denkwürdigere Charaktere gegeben als die Zwerge.“
Nachdem der Film vollendet war, machte sich Fred Moore an die beiden nächsten großen Projekte Disneys, Pinocchio und Fantasia. Bei beiden war er wiederum als Directing Animator beteiligt. Für eine Sequenz von Fantasia wurde ihm aufgetragen, die mittlerweile zehn Jahre alte Micky Maus zu modernisieren. Das Ergebnis dieser Arbeit war 1938 eine Figur, die bis heute weitgehend unverändert existiert. Diese Arbeit Moores ist jedoch weitgehend unbekannt, in der Ausfertigung von Micky Maus fällt meist nur der Name von Ub Iwerks.
Fred Moore war bekannt für die tiefe Emotionalität, die seine Figuren ausstrahlten. Das gab er an seinen Assistenten Ollie Johnston weiter, der Jahre nach seinem Tod für ebendies in seinen Werken bekannt wurde. In den Kreisen seiner Kollegen war Moore auch berüchtigt für seine Begabung, weitgehend hüllenlose Frauen sowohl im Stil eines Trickfilms als auch lebensecht zeichnen zu können. Diese sogenannten „Freddie Moore Girls“ finden sich unter anderem in den Zentauren aus Fantasia und einer Gruppe jugendlicher Mädchen in Make Mine Music (1946) wieder. Tatsächlich sehen manche in Fred Moore denjenigen, der das Aussehen der Disney-Filme am meisten prägte.
Fred Moore war zweimal verheiratet, die zweite Ehe endete mit seinem Tod.

## Tod
Die Umstände zu Fred Moores frühem Tod werden bis heute in zwei Varianten erzählt. Mittlerweile ist klar, dass es sich bei einer um eine Legende handeln muss. Diese spricht davon, dass Fred Moore Anfang der 1950er Jahre wegen eines starken Alkoholproblems entlassen wurde und kurz darauf betrunken in einen Autounfall verwickelt gewesen sein soll. Er soll ins St.-Josephs-Krankenhaus gebracht worden sein, wo er die Arztrechnung nicht bezahlen konnte. Als er daraufhin seine früheren Kollegen in den Disney-Studios um Hilfe bat, lehnten diese ab, da sie gedacht haben sollen, Moore lüge und wolle sich von dem Geld lediglich neuen Alkohol kaufen. Er soll seinen inneren Blutungen erlegen sein, nachdem ihn das Krankenhaus entlassen hatte.
In der Realität gab es ebenfalls eine Entlassung Moores, allerdings 1946, als Disney nach einigen Flops wie Pinocchio oder Bambi durch das Wegfallen des europäischen Filmmarktes am Rande des Ruins stand, so dass Fred Moore ein Opfer der Rationalisierung wurde. 1948 wurde er auf Drängen Walt Disneys führender Animatoren aus dem Kreise der Nine Old Men wieder eingestellt, um an Peter Pan zu arbeiten. Am 22. November 1952 geschah ein Autounfall vor den Disney-Studios, bei dem Fred Moores zweite Ehefrau am Steuer sitzend den Wagen des Paares wendete und so diesen Unfall verursachte. Sie selbst wurde nicht lebensgefährlich verletzt, ihr Mann wurde mit lebensbedrohenden Verletzungen ins direkt an der Straße befindliche St. Josephs gebracht. Trotz einer Behandlung erlag er dort den Folgen des Unfalls und verstarb im Alter von 41 Jahren. Teilweise wurden die Entwürfe von Charakteren und Sketchen in späteren Trickfilmen wiederverwendet, darunter in Dornröschen (1959).
Des Weiteren sprechen folgende Punkte entscheidend für die letztere Variante Fred Moores letzter Tage:
- Ollie Johnston (1912–2008), sein langjähriger Assistent und Disney-Chefzeichner behauptete, es hätte keinen Hilferuf des sterbenden Moore gegeben, genauso wenig wäre ihm ein Alkoholproblem bekannt gewesen.
- Fred Moore war krankenversichert, wäre also behandelt worden.
- Das katholische St.-Josephs-Krankenhaus hätte keinen sterbenden Patienten nach Hause geschickt.
- Der Unfall passierte direkt vor den Disney-Studios. Es gibt keinen Grund, der erklären könnte, warum sich Moore dort hätte aufhalten sollen, wäre er bereits zuvor entlassen worden.

## Auszeichnungen
- 1983: Winsor McCay Award der Annie Awards (postum)
- 1995: Ernennung zur Disney Legend (postum)